# Дударківська сільська рада
| Дударківська сільська рада — орган місцевого самоврядування у Бориспільському районі Київської області з адміністративним центром у с. Дударків. Історична дата утворення: в 1943 році. Сільській раді підпорядковані населені пункти: - с. Дударків - с. Займище |

## Склад ради
Рада складається з 18 депутатів та голови.

### Керівний склад ради
| ПІБ                         | Основні відомості                                                 | Дата обрання | Дата звільнення |
| --------------------------- | ----------------------------------------------------------------- | ------------ | --------------- |
| Гуральник Микола Григорович | Сільський голова, 1956 року народження, освіта вища, безпартійний | 26.03.2006   | 31.10.2010      |
| Гуральник Микола Григорович | Сільський голова, 1956 року народження, освіта вища, безпартійний | 31.10.2010   |                 |

Примітка: таблиця складена за даними джерела